# Туризм у Боснії і Герцеговині
Туризм у Боснії і Герцеговині — сектор послуг, що швидко розвивається, який останнім часом є важливою частиною економіки країни.
Боснія та Герцеговина в останні роки входить до групи країн із значним розвитком туризму. В період 1995—2000 щорічний приріст кількості туристів становив у середньому 24 %. За даними Всесвітньої організації туризму за 2008 рік, Боснія та Герцеговина знаходиться на вершині списку країн із збільшенням туристів на 20 %. 2013 року на Всесвітньому економічному форумі представлено Звіт з конкурентоздатності у сфері подорожей і туризму, в якому Боснії і Герцеговині було присвоєно восьме місце в списку найбільш доброзичливих країн стосовно туристів.
У 2016 році в Боснії та Герцеговині було зареєстровано 1 148 530 туристів, що на 11,6 % більше, ніж у попередньому році, тоді як ночей перебування було 2 376 743, що більше на 10,9 %. З цієї кількості 69 % — іноземні туристи. За даними Всесвітньої організації туризму, Боснія і Герцеговина мала третій за швидкістю темп приросту туризму в світі за прогнозований період між 1995 і 2020 роками. В рейтингу кращих міст світу путівник Lonely Planet відзначив Сараєво 43-м найкращим містом у світі, тоді як у грудні 2009 року Сараєво було занесено до числа 10 найкращих міст, які слід відвідати у 2010 році, залишивши Сараєво попереду Дубровника, який посів 59 місце, Любляни на 84, Загреб на 125 та Белграда на 143 місці. Рейтинг Сараєва на Балканському півострові є найвищим після Афін.

## Економіка та туризм

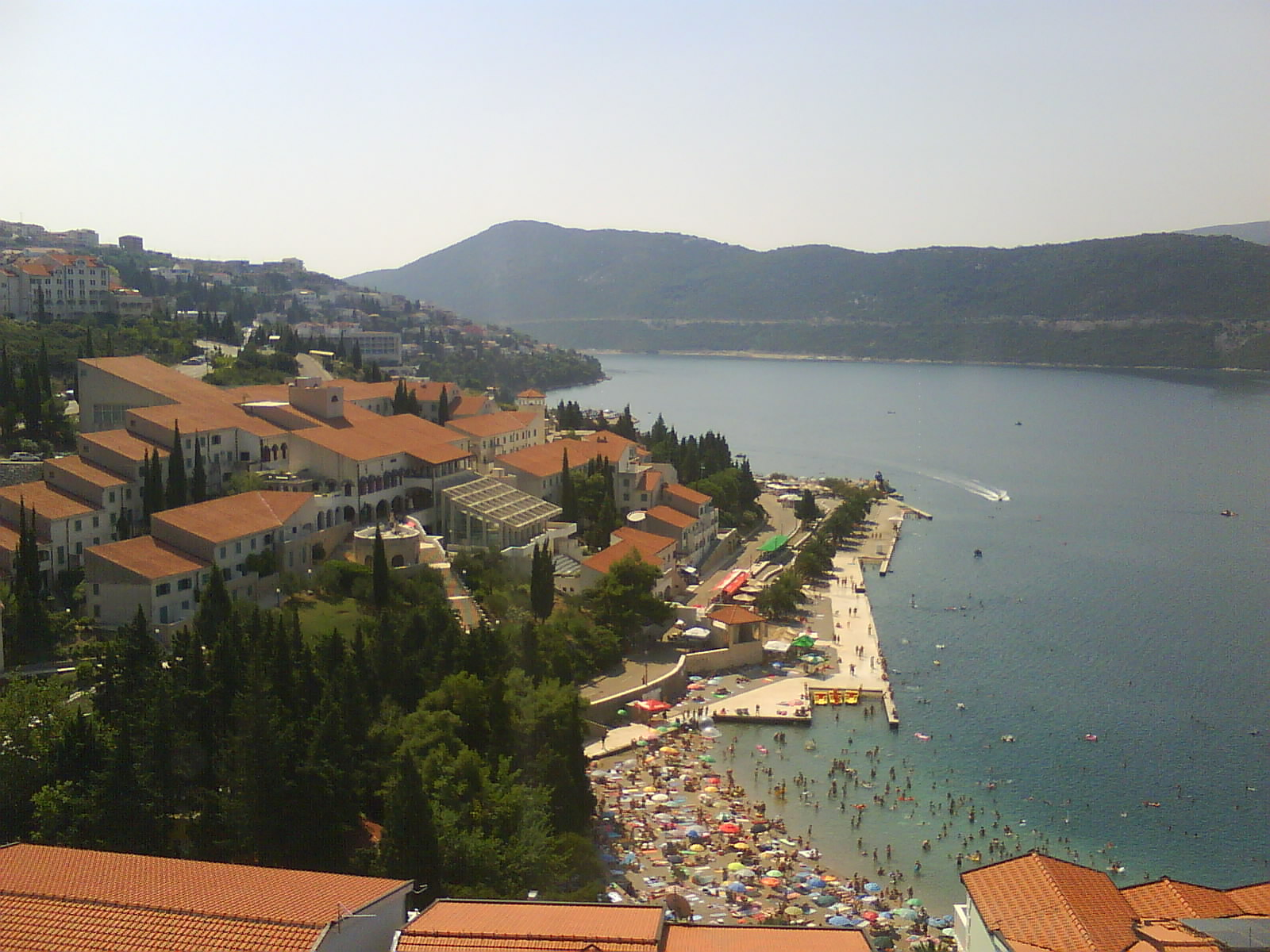
Неум, боснійське місто на узбережжі Адріатичного моря

Доходи від туризму є основним внеском у економіку Боснії та Герцеговини. Як результат, зараз у Боснії та Герцеговині спостерігається більш сильний ріст прибутків від туристів та швидше розширення послуг у цьому секторі. Також є літні та зимові напрямки, які мають наступність у туризмі протягом року. Будучи переважно гірською країною, Боснія і Герцеговина пропонує гірськолижні туристичні напрямки, які є одними з найкращих у Європі. У березні 2012 року Сараєво виграло нагороду «за краще туристичне призначення» в конкурсі у більш ніж 100 міст по всьому світу, організований блогом Foxnomad спеціалізованих туристичних напрямків.
Місто Високо в 2006 році пережило приголомшливе зростання прибутків туристів завдяки відкриттю боснійських пірамід, тому в перші вихідні червня 2006 року місто відвідало понад 10 000 туристів. Меджугор'є стало одним з найпопулярніших місць паломництва католиків у світі. Щороку більше одного мільйона туристів відвідують це місце. За оцінками, 30 млн паломників відвідали Меджугор'є з 1981 року. Місто Неум на узбережжі Адріатики, з крутими пагорбами, піщаними пляжами та кількома туристичними готелями — це вихід Боснії та Герцеговини до моря. Ціни, як правило, нижчі порівняно з цінами в сусідній Хорватії, що, серед інших причин, робить його популярним серед туристів, особливо місцевих жителів. Загір'я Неума має багату археологічну історію та недоторкану природу, в цьому районі починає розвиватися агротуризм.
Значну роль у розвитку Сараєва як туристичного центру зіграло проведення в ньому Зимової Олімпіади 1984 року.

## Туристичні пам'ятки

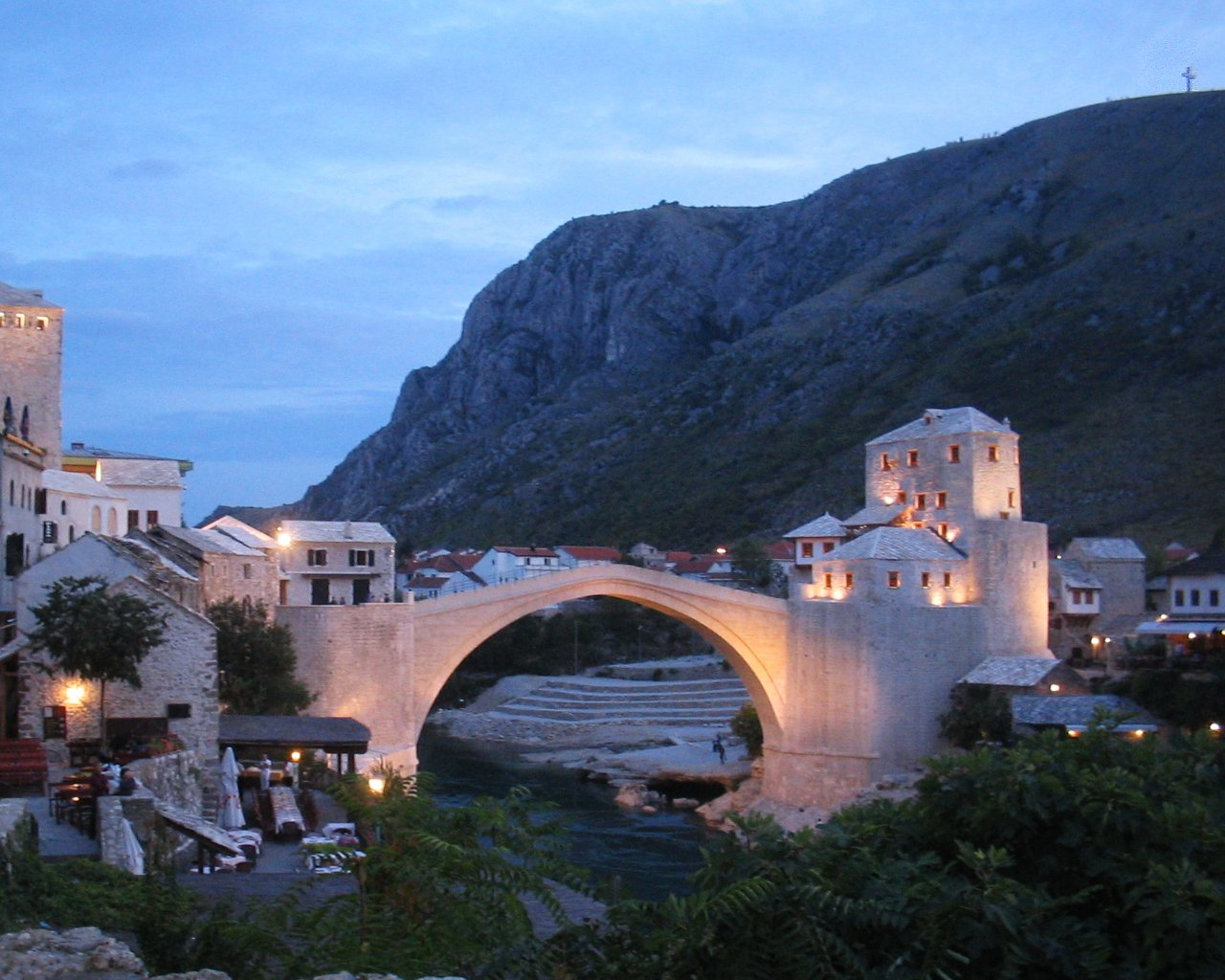
Вид на Старий міст у Мостарі, який є у списку всесвітньої спадщини ЮНЕСКО

Деякі туристичні пам'ятки Боснії та Герцеговини:
- Сараєво — «Олімпійське місто», економічний, культурний, науковий, освітній, політичний та торговий центр Боснії та Герцеговини; також відомий як «Європейський Єрусалим»
- Мостар — «місто на Неретві», одне з найважливіших туристичних напрямків зі знаменитим Старим мостом, який разом зі старою частиною міста входить до Списку світової спадщини ЮНЕСКО
- Вишеград — місто, відоме своїм мостом Мехмед-паші Соколовича, також у списку всесвітньої спадщини ЮНЕСКО
- Бихач — річка Уна та її водоспади, розташовані в межах національного парку Уна, є одним із туристичних напрямків як для внутрішніх, так і для іноземних туристів
- Яйце — місто, відоме, як резиденція боснійських царів; це вдарило в основи нової Югославії; воно відоме своєю природною красою, рікою Плива та своїми водоспадами.
- Святиня Богоматері Меджугор'я
- Баня — Лука — «Зелене місто» з такими пам'ятками, як мечеть Ферхад (у відновленні після того, як був зруйнований в останній війні) і фортеця Кастель
- Місто Прієдор зі старовинною мечетью, поруч із Національним парком Козара та Мраковицею — найбільшим пам'ятником Другої світової війни в Боснії та Герцеговині
- Солоне озеро в Тузлі, батьківщина письменника Меша Селімовича
- Річка Неретва та каньйон Ракитниця у верхній течії р. Неретва
- Требижат та його водоспади Кравиця та Кочуша
- Буна яка витікає з карстової печери та історичним містом Благай на ній
- Каньйон річки Тара, найглибший каньйон Європи
- Національний парк Сутьєска, який включає в себе тропічний ліс Перучиця (один з останніх двох тропічних лісів в Європі) і каньйон Сутьєска
- Село Почитель та його історичне ядро
- Бєлашніца та Яхорина, гори, де проводилися індивідуальні змагання в рамках XIV зимових Олімпійських ігор 1984 року.
- Столаць з із середньовічними надгробками у Радімля
- Високо, місто боснійської знаті, колись столиця Боснійського королівства та місце розташування боснійських пірамід
- Тешань, одне з найстаріших міст Боснії та Герцеговини
- Лукаваце з озером Модрач, найбільшим штучним озером в Боснії і Герцеговині
- Місто Травник із його фортецею та численними мечетями, колись було столицею Боснійського вілаєта
- Фортеця Острогач з 16 століття, поблизу Казіна, побудована Османською імперією та згодом розширена Габсбургами
- Врандук та його середньовічний форт
- Коніц та підземний ядерний бункер

## Всесвітня спадщина ЮНЕСКО

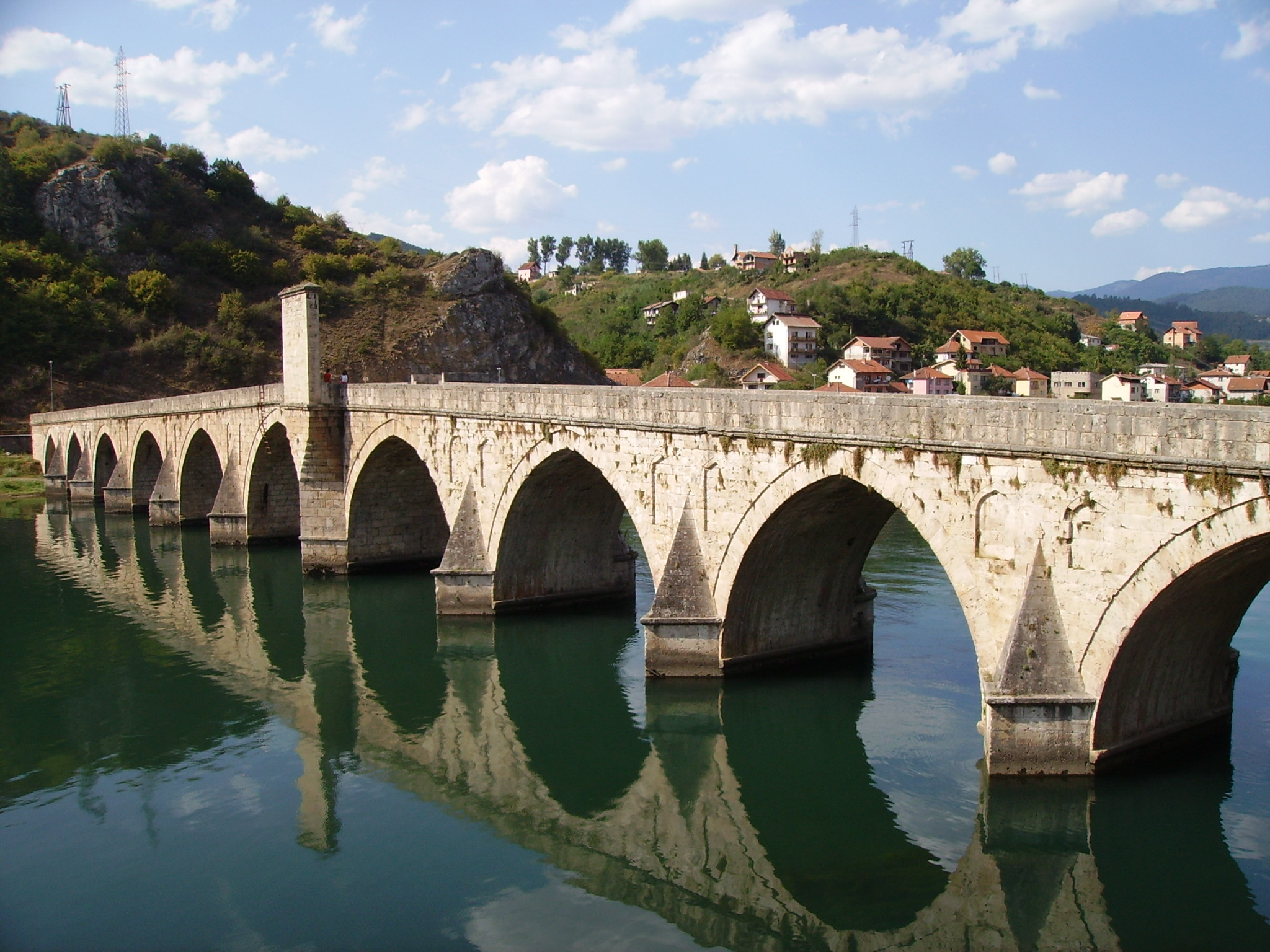
Міст Мехмеда Соколовича у Вишеграді, одна із трьох пам'яток культури у списку Всесвітньої спадщини ЮНЕСКО

До таких об'єктів Всесвітньої спадщини ЮНЕСКО належать:
- Старий міст і Старе місто Мостара (2005)
- Міст Мехмеда-паші Соколовича у Вишеграді (2007)
- Надгробки стечки — середньовічні надгробні пам'ятки в Боснії (2016)

Крім того, Боснія та Герцеговина включила до попереднього переліку ще декілька областей, які найближчим часом вважаються прийнятними до Всесвітньої спадщини, такі райони:
- Сараєво — унікальний символ універсального мультикультуралізму — постійно відкрите місто (1997)
- Печера вітряного млина (2004)
- Природний та архітектурний ансамбль Яйця (2006)
- Історичний район Почечника (2007)
- Природний та архітектурний підрозділ Благай (2007)
- Природно-архітектурний парк Блідіньє (2007)
- Природна спадщина Столаць (2007)

## Зимові види спорту

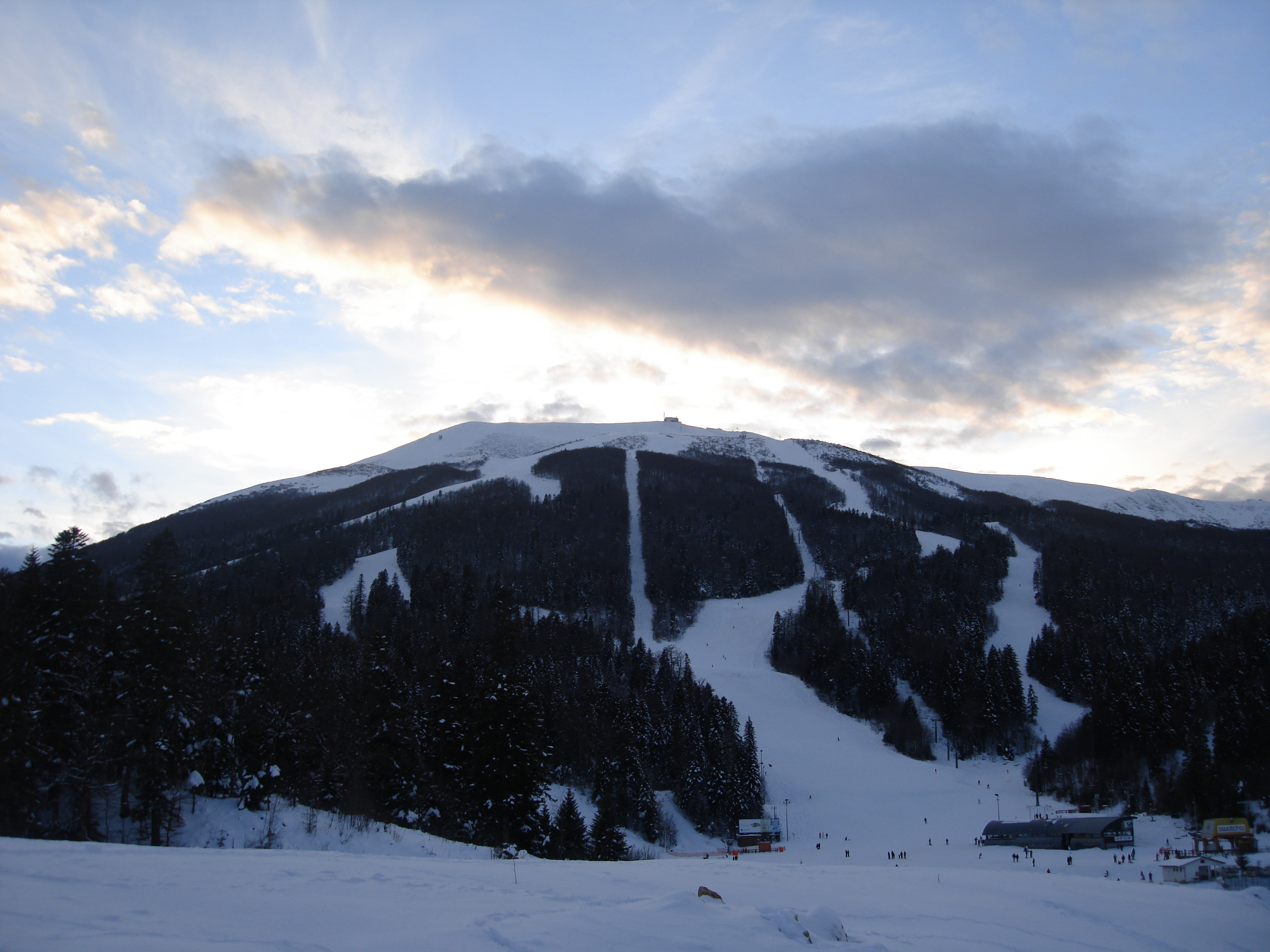
Бєлашніца, популярний гірськолижний курорт і одне місць змагань під час зимових Олімпійських ігор 1984 року.

Враховуючи свій рельєф і той факт, що це переважно гірська країна, Боснія і Герцеговина рясніє горами та зимовими центрами. Під час зимових Олімпійських ігор 1984 року змагання з гірськолижних дисциплін проходили у Бєлашніці, Яхорині та Ігмані. Це найпопулярніші гірськолижні гори країни. Гірські лижі для жінок проходили на Джагорині, тоді як змагання серед чоловіків проводились у Бєлашніці. Змагання з стрибків з трампліна проходили в Ігмані на Малому Полі, а також в частині комбінації нордиків, а біатлон та деякі нордичні дисципліни проходили у Великому Полі. У Сараєво та його Олімпійських горах відбувся Європейський молодіжний фестиваль олімпійської молоді 2019 року, саме тому він був передбачено будівництво сучасної канатної дороги та додаткове житло, особливо в Білашніці та на Джагорині. Гора Власіч також стає важливим центром зимового туризму через чудове розміщення та катання на лижах, сноуборді та інших зимових видах спорту. Ця гора також є популярним напрямком для літа та екотуризму через численні пішохідні маршрути та легкий доступ до району виняткової природної краси. Гора Козара та однойменний національний парк в останні роки також стали популярною туристичною визначною пам'яткою для катання на лижах та піших прогулянок.

## Національні та природні парки

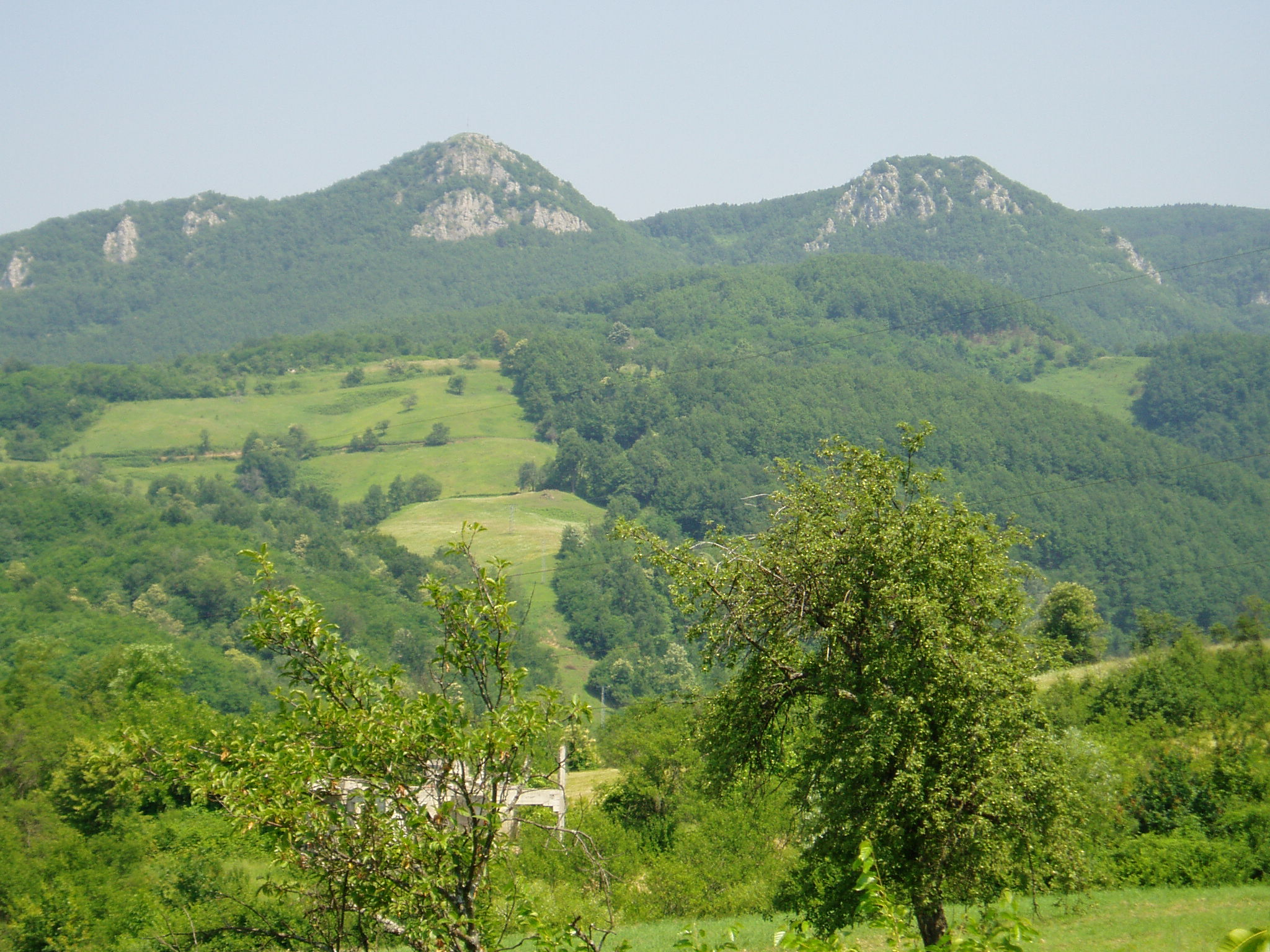
Національний парк Козара

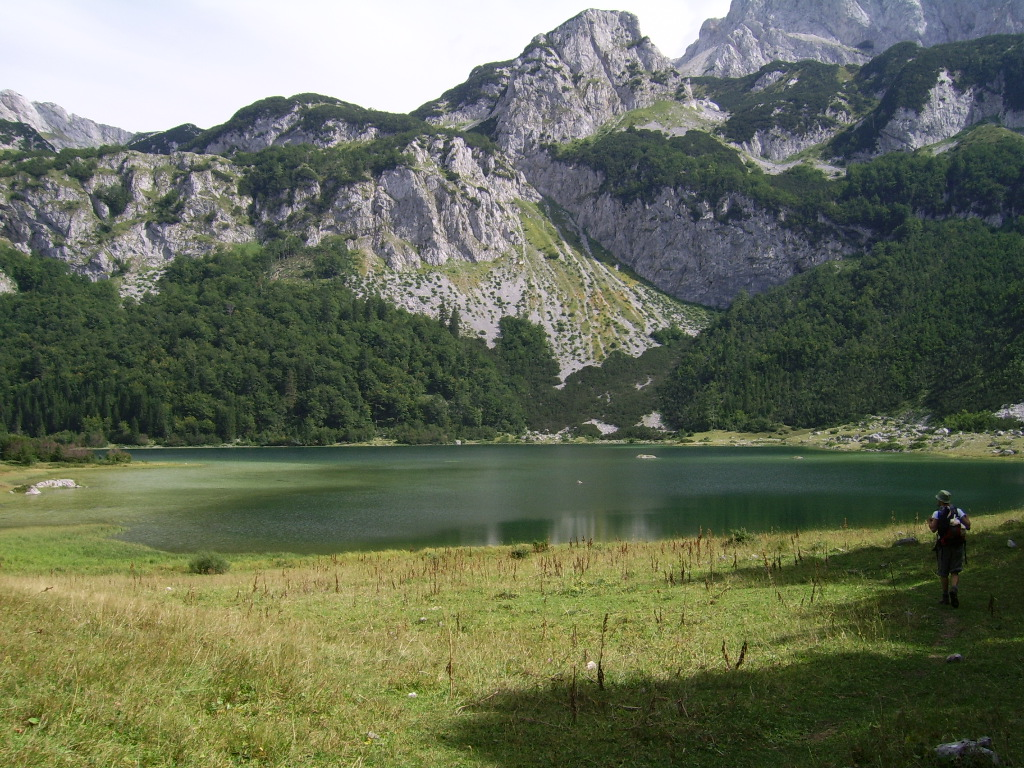
Національний парк Сутьєска

У Боснії та Герцеговині є кілька національних і природних парків.
| Ім'я                        | Заснований | Площа (км²) |
| --------------------------- | ---------- | ----------- |
| Національний парк Сутьєска  | 1965 рік.  | 173         |
| Національний парк Козара    | 1967 рік.  | 34          |
| Національний парк Уна       | 2008 рік.  | 198         |
| Національний парк Дрина     | 2017 рік.  | 63          |
| Природний парк Хутово-Блато | 1995 рік.  | 74.11       |
| Природний парк Блідіньє     | 1995 рік.  | 6           |
| Природний парк Бардака      | 1995 рік.  | 35          |

## Регіони та міста
Боснія і Герцеговина відома своїми різноманітними місцями та архітектурою, що виникли під впливом різних культур, таких як римська, середньовічна, османська або австро-угорська.

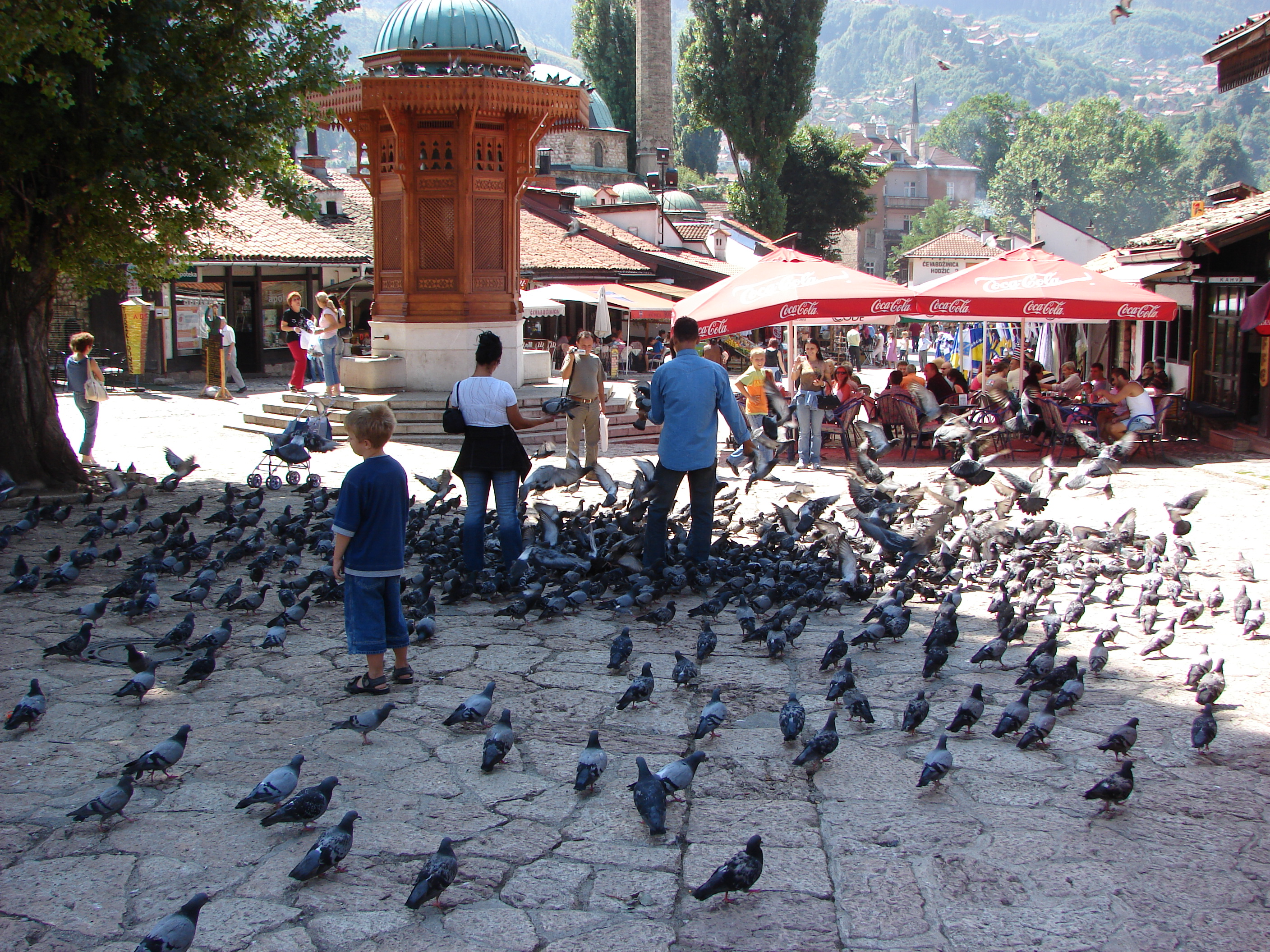
Стара частина Сараєво — Бащархія

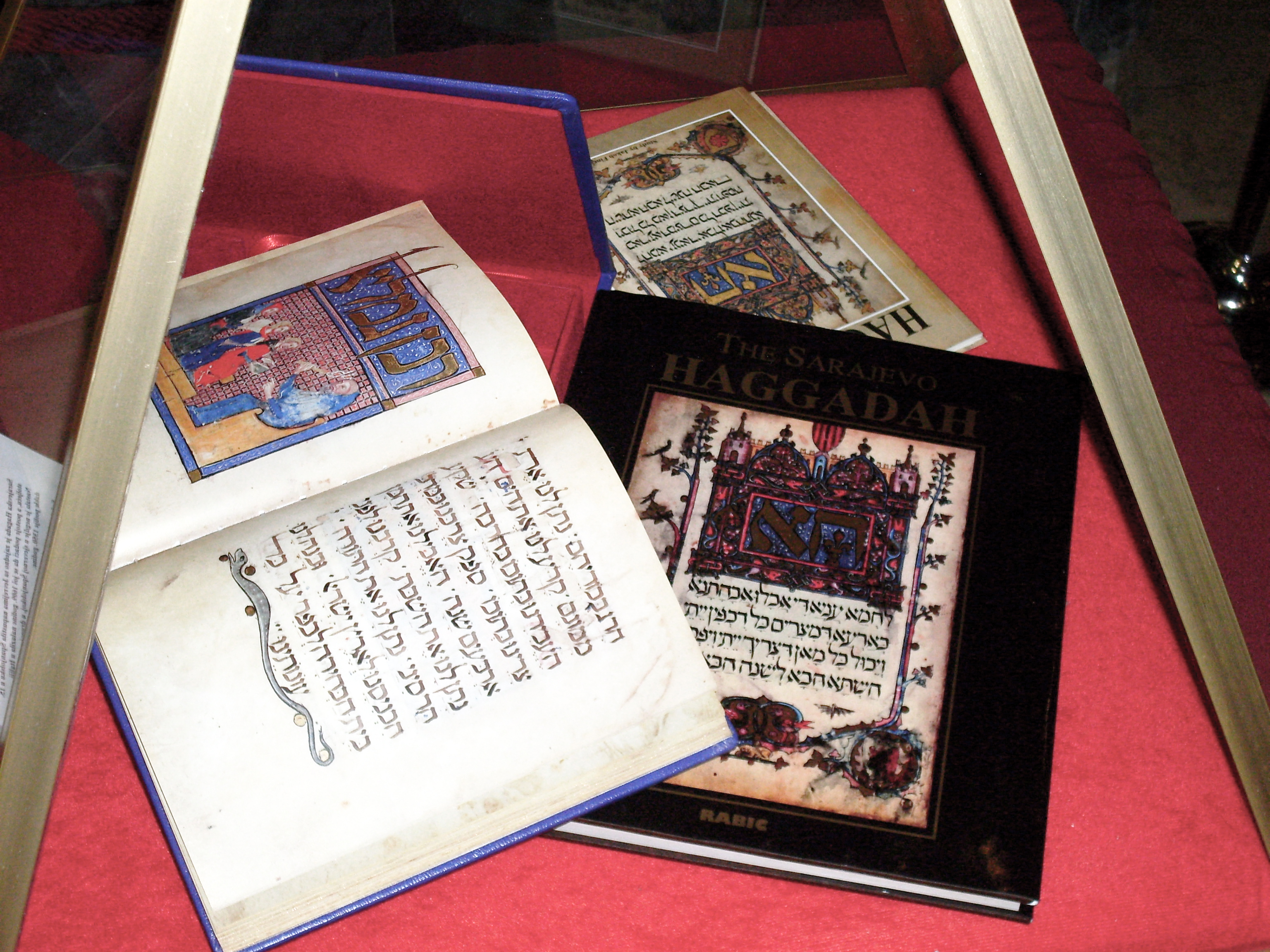
Копія Сараївської Агґади

Столиця Боснії та Герцеговини, Сараєво, відома своїм традиційним релігійним різноманіттям. У місті проживають ісламські та інші релігії, такі як православ'я, католицизм та іудаїзм, які існують століттями. Через цю довгу і багату історію релігійного різноманіття Сараєво часто називають «Єрусалимом Європи». Сараєво має потужну індустрію туризму, і в 2006 році його назвали Lonely Planet одним з перших 50 міст світу у сфері туризму. Спортивний туризм розвивався завдяки можливостям, тобто спадщині Зимових Олімпійських ігор 1984 року. Катання на лижах представлено на Олімпійських горах Бєласшніца, Ігман, Яхорина, Требевич, а також Трескавіца.
Сараєво — місто з 600-річною історією, на яке впливали і Західна, і Східна імперії, і тому є відомим туристичним атракціоном. Це місто, яке протягом століть приймало мандрівників протягом усього свого існування, оскільки було важливим торговим центром за часів Османської та Австро-Угорської імперій. Популярними напрямками міста є Врело Босне, парк з термальними джерелами, що датуються ще в римські часи, мечеть Газі Хусрев-бег, собор Серця Ісуса, Старе місто — Башчархія та ін. Туризм у Сараєво в основному зосереджений на історичних, релігійних та культурних аспектах. Місто багате музеями, серед яких музей Сараєво, Ars Aevi — музей сучасного мистецтва, історичний музей Боснії та Герцеговини, музей літератури та театрального мистецтва Боснії та Герцеговини, а також Національний музей Боснії та Герцеговини (заснований 1888 р.). Тут знаходиться Сараєвська Аґґада, рукопис ілюмінації та найдавніший єврейський сефардський документ у світі, написаний у Барселоні близько 1350 року. У місті багато театрів, серед яких Національний театр, заснований у 1919 році, Сараївський молодіжний театр, 55 камерних театрів та Сараївський театр війни — SARTR. Інші важливі культурні установи: Ратуша, Центр культури Сараєво, Міська бібліотека Сараєво, Художня галерея Боснії та Герцеговини, Боснійський інститут, бібліотека у приватній власності, а також колекція мистецтв, орієнтована на історію боснійців, Східний інститут. У місті багато подій, найвідоміша з яких: Сараївський кінофестиваль, що розпочався в 1995 році, який став найважливішим кінофестивалем у регіоні, Сараївський зимовий фестиваль, Сараївський джазовий фестиваль та Сараївський міжнародний музичний фестиваль, а також Нічний фестиваль Бащаршія.

## Статистика
Загальна кількість іноземних та вітчизняних туристів із кількістю ночей у 2014-18 роках.
| Рік       | Загальна кількість                   | Збільшити | Кількість ночей | Збільшити |
| --------- | ------------------------------------ | --------- | --------------- | --------- |
| 2018 рік. | 639.558 (січень — червень 2018 року) |           | 1.301.091       |           |
| 2017 рік. | 1,307,319                            | 13,7 %    | 2.677.125       | 12,3 %    |
| 2016 рік. | 1,148,530                            | 11,6 %    | 2,376,743       | 10,9 %    |
| 2015 рік  | 1 029 000                            | 21,5 %    | 2.143.118       | 25,2 %    |
| 2014 рік. | 846.581                              | 0,3 %     | 1.711.480       | - 6,1 %   |